# Cerodontha kirae
Cerodontha kirae este o specie de muște din genul Cerodontha, familia Agromyzidae, descrisă de Mitsuhiro Sasakawa în anul 1962.
Este endemică în Thailand. Conform Catalogue of Life specia Cerodontha kirae nu are subspecii cunoscute.